# Lepidotrigla dieuzeidei
Il caviglione spinoso (Lepidotrigla dieuzeidei) è un piccolo pesce poco noto della famiglia Triglidae.

## Distribuzione e habitat
Apparentemente endemico del mar Mediterraneo.
Sembra viva a profondità maggiori rispetto al congenere caviglione.

## Descrizione
È quasi identico a Lepidotrigla cavillone, da cui si distingue per alcuni particolari:
- Occhi più grandi
- Infossatura dietro l'occhio meno profonda e senza spine (nonostante il nome)

## Alimentazione e abitudini
Poco note poiché questa specie è stata a lungo confusa con il Lepidotrigla cavillone, da cui è stata distinta a livello specifico solo nel 1973.

## Pesca
Come per il caviglione con cui viene confuso.